# Прва фонтенблоовска школа
Прва фонтеблоовска школа је уметничка школа настала за време Франсоа I Француског у Палати Фонтенбло, у истоименом месту у Француској. Трајала је од око 1530. до око 1560. Главни представници ове школе били су Николо дел Абате, Франческо Приматичо и Фјорентино Росо.
Школа је развила тзв. „фонтенблоовски стил“ унутрашње декорације, комбинацију скулптуре, радовау металу, сликарства, штука и радова у дрвету.